# Di nâu
Di nâu, tên khoa học Lonchura atricapilla, là một loài chim trong họ Estrildidae.

## Phân loài
- Lonchura atricapilla atricapilla
- Lonchura atricapilla rubroniger
- Lonchura atricapilla sinensis
- Lonchura atricapilla formosana
- Lonchura atricapilla deignani
- Lonchura atricapilla brunneiceps
- Lonchura atricapilla jagori
- Lonchura atricapilla selimbauensis
- Lonchura atricapilla obscura
- Lonchura atricapilla batakana